# EMI Music Japan

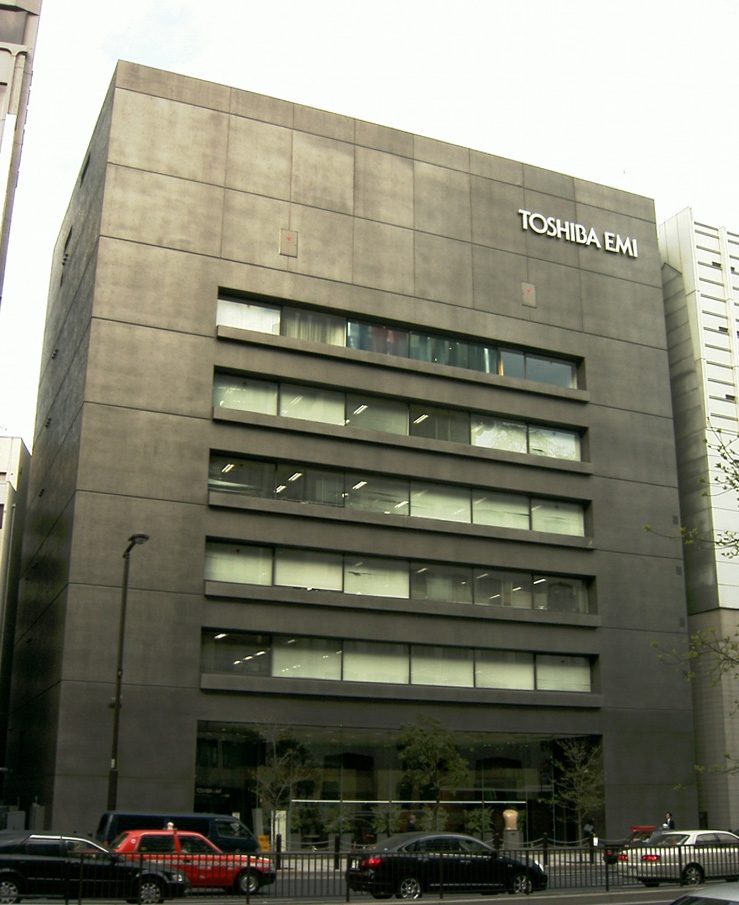
Штаб-квартира компании в Минато, Токио

EMI Music Japan Inc. (яп. 株式会社EMIミュージック・ジャパン кабусики гайся и:эмуай мю:дзикку дзяпан), ранее известная как Toshiba EMI (яп. 東芝イーエムアイ株式会社 То:сиба и:эмуай кабусики гайся) или TOEMI — одна из ведущх японских компаний в музыкальной индустрии, занимающаяся записью и распространением музыки. В 2007 году стала подразделением британской компании EMI после продажи Toshiba 45 % своих акций. Президентом на данный момент является Сёдзи Дояма.

## Исполнители
| - 175R - ACIDMAN - Ace of Base - Хиромицу Агацума - The Alfee - Base Ball Bear - Bomb Factory - THE BOOM - BOØWY - CORE OF SOUL - Elephant Kashimashi - Fujifabric - Glay - GO!GO!7188 - Асука Хаяси - Heart Bazaar - Кёсукэ Химуро - Томоясу Хотэй - Мики Имаи - JYONGRI - Айми Кобаяси - Нориюки Макихара - Юми Мацутоя | - Мияви - Рэити Накайдо - Number Girl - Маки Огуро - Тихиро Оницука - Лиза Оно - PE'Z - Radwimps - RBD - Кю Сакамото - Фуюми Сакамото - Sex Machineguns - Ринго Сиина - Smile.dk - STRAIGHTENER - SUPER BELL"Z - Tiggy - Tokyo Jihen - Утада Хикару - Wands - Хитоми Яйда - Эйкити Ядзава |